# Holidays in the Sun
Holidays in the Sun is Yui's vijfde muziekalbum en is uitgekomen op 14 juli 2010. Holidays in the Sun werd op de eerste dag 67.262 keer verkocht en stond daarmee, na AKB48 te hebben verslagen, op de eerste plek in de Oricon Album Sales. De singles 'Again', 'It's all too much', 'GLORIA' and 'To Mother' van dit album kwamen ook op nummer 1 binnen in de Oricon Sales Ranking.

## Tracks
| Nr. | Titel               | Duur |
| --- | ------------------- | ---- |
| 1.  | To Mother           |      |
| 2.  | Again               |      |
| 3.  | Parade              |      |
| 4.  | es.car              |      |
| 5.  | Shake My Heart      |      |
| 6.  | GLORIA              |      |
| 7.  | I Do It             |      |
| 8.  | Please Stay with Me |      |
| 9.  | Summer Song         |      |
| 10. | Cinnamon            |      |
| 11. | Driving Happy Life  |      |
| 12. | It's All Too Much   |      |
| 13. | Kiss Me             |      |